# تغلق خان
تغلق خان بن فتح خان بن فيروز شاه. هو السلطان الرابع للسلالة التغلقية حكام سلطنة دلهي. اعتلى عرش السلطنة بعد أن عهده إليه جده فيروز شاه في سنة 790 هـ/1388م، وأصبح اسمه بعدها «السلطان غياث الدين تغلق شاه الثاني». وتم خلعه في 21 صفر 791 هـ الموافق لسنة 1389م، وخلفه على العرش أبو بكر شاه.

## اعتلاؤه العرش
اعتلى تغلق خان العرش في 18 رمضان 790 هـ في قصر «فيروز آباد» بمساعدة بعض الأمراء ولقب بالسلطان غياث الدين تغلق شاه بمساعدة بعض الأمراء، وجعل «ملك فيروز بن تاج الدين» وزيراً له ولقبه «بخان جهان»، وعين «غياث الدين ترمذي» في منصب سلاحدار. وأرسل السلطان رجاله لملاحقة «محمد شاه» إلا أنه استطاع التحصن في قلعة نكركُت.

## خلعه ووفاته
تذكر المصادر أن غياث الدين تغلق ترك شؤون الدولة واستغرق في اللهو، وقام بسجن أخيه «خرم سالارسه»، وجار على المقربين منه من الأمراء والوزراء ورجال الدولة. فخرج أبو بكر بن ظفر خان بن فيروز شاه بسبب الخوف الذي سيطر عليه، برفقة «ملك ركن الدين» نائب الوزير وأمراء آخرون، وقتلوا «ملك مبارك كبير» في فيروز آباد على قصر تغلق شاه. واستطاع غياث الدين تغلق الخروج من البوابة الخلفية بمساعدة وزيره «خان جهان»، وتعقبهم «ملك ركن الدين» وقبض عليهما وقتلهما، وعلق رأسيهما على نفس البوابة في يوم 21 صفر 791 هـ. وتولى بعدها أبو بكر شاه الحكم.